# Galerie Der Spiegel
Der Spiegel est une galerie d'art moderne fondée en décembre 1945 par Hein Stünke et son épouse Eva Stünke à Cologne-Deutz. Hein Stünke a continué d'exploiter la galerie jusqu'à sa mort en 1994.   
La  galerie est ensuite gérée, toujours sous le même nom, par Werner Hillmann. 

## Déménagement, publication et premières éditions
En 1949, Hein et Eva Stünke ont déplacé leur galerie sur la rive gauche de Cologne. La maison de la rue Richartzstraße 10 se trouvait dans le centre-ville nouvellement construit. En tant que lieu de communication intellectuelle, la galerie a attiré des personnalités littéraires telles que Jürgen Becker, Heinrich Böll, Albrecht Fabri, des historiens de l'art et des critiques tels que Will Grohmann, Werner Haftmann, Carl Linfert, Albert Schulze -Vellinghausen, John Anthony Thwaites, Eduard Trier (de), des artistes tels que Joseph Fassbender, Georg Meistermann, Ernst Wilhelm Nay, Hann Trier, Heinz Trökes et les collectionneurs Josef Haubrich et Wolfgang Hahn. 
Au début des années 1950, le programme de la galerie est complété par les artistes Max Ernst, Hans Hartung et Wols, émigrés en France et par l'École de Paris. Henri Laurens avec des sculptures, Fernand Léger, Marino Marini, Henri Matisse avec son livre de peintures Jazz, Joan Miró, Richard Mortensen, Pablo Picasso avec des graphiques, Serge Poliakoff et Victor Vasarely ont été les premiers à exposer à la galerie.

## Documenta et le commerce de l'art
En 1959, Hein Stünke devient conseiller de la documenta II, une fonction qu'il occupe jusqu'à la documenta 5 en 1972, où il a proposé à son ancien volontaire Rudolf Zwirner de diriger le secrétariat de l'exposition. Au lieu de payer des frais, Stünke s'est vu accorder l'autorisation de gérer un stand graphique à la documenta II. Grâce à son succès commercial, il a fait l'expérience que le public « voulait non seulement voir, mais aussi posséder ce qu'il avait vu » et a développé avec Zwirner l'idée d'une nouvelle forme de vente d'art moderne et contemporain. De là est née l'idée d'une "foire d'art moderne de Cologne" à partir de 1966. À l'automne 1966, après que Stünke eut fusionné avec Zwirner et rejoint avec seize autres galeries le Verein progressiver deutscher Kunsthändler e.V., Stünke en devient le premier président et le premier Kölner Kunstmarkt (marché de l'art de Cologne) a lieu à Gürzenich du 13 au 17 septembre 1967, et est la première foire commerciale au monde consacrée à l'art moderne et contemporain. L'affiche a été conçue par l'artiste du pop art Robert Indiana. En décembre 1973, l'Europäische Kunsthändlervereinigung e.V. (Association européenne des marchands d'art) est fondée. Elle était composée de cinq galeristes de cinq pays européens, Hein Stünke, Rudolf Zwirner, Dieter Brusberg, Winfried Reckermann et Paul Maenz représentant la République fédérale. En 1984, le Kölner Kunstmarkt est rebaptisé ART COLOGNE.

## Littérature
- Helga Behn, Herzlich, Ihr Max. Künstlerpost aus den Beständen des ZADIK, Verlag für moderne Kunst Nürnberg, Zentralarchiv des Internationalen Kunsthandels e.V. ZADIK, Cologne, 2010  (ISBN 978-3-86984-137-3).
- Karl Ruhrberg (ed.), Zeitzeichen. Stationen bildender Kunst in Nordrhein-Westfalen, DuMont, Cologne, 1989  (ISBN 3-7701-2314-X).